# Il treno crociato
Il treno crociato è un film del 1943 diretto da Carlo Campogalliani.
Si tratta di un film rientrante nel filone del cinema di propaganda.

## Trama
Un tenente dei guastatori ferito al fronte orientale e ricoverato in un treno ospedale narra di una relazione avuta al paese, per la quale è diventato padre. Vari episodi illustrano la vita del treno ospedale. Durante il viaggio di ritorno, un allarme aereo costringe il treno a sostare proprio nel paese del tenente ferito e fa sì che la madre di lui, seppure recalcitrante, accetti la maternità della donna amata dal figlio. Durante il caos dei bombardamenti, sul treno dilaga il panico.

## Produzione
La pellicola è stata girata negli studi della Scalera Film a Roma.

## Distribuzione
La pellicola fu distribuita nelle sale cinematografiche italiane l'8 aprile del 1943.